# 杨桥水库
杨桥水库是中国湖北省黄石市大冶市境内的一座水库，位于大冶湖水系，建于1958年。水库正常库容为1150万立方米，集雨面积为17.5平方千米，海拔为54.9米。